# Liane Sato
Pour les articles homonymes, voir Sato.
Liane Lissa Sato, née le 9 septembre 1964 à Santa Monica, est une joueuse de volley-ball américaine. Elle est la sœur du joueur de volley-ball Eric Sato.

## Carrière
Liane Sato participe aux Jeux olympiques de 1992 à Barcelone et remporte la médaille de bronze avec l'équipe américaine composée de Paula Weishoff, Yoko Zetterlund, Elaina Oden, Kimberley Oden, Teee Sanders, Caren Kemner, Ruth Lawanson, Tammy Liley, Janet Cobbs, Tara Cross-Battle et Lori Endicott.
Elle a aussi été une joueuse de beach-volley en 1987 et en 2000.